# Asclepias scaposa
Asclepias scaposa là một loài thực vật có hoa trong họ La bố ma. Loài này được Vail mô tả khoa học đầu tiên năm 1898.